# Yngen
Yngen är en oligotrof klarvattensjö öster om Filipstad, i Filipstads kommun i Värmland. Den ingår i Göta älvs huvudavrinningsområde. Sjön har en area på 27 kvadratkilometer och ligger 199 meter över havet. Sjön avvattnas av vattendraget Storforsälven (Skärjbäcken) som rinner mot Timsälven. Yngen har en stor mängd fiskarter, bland annat bergsimpa, elritsa och ett rikligt bestånd av abborre. Sjön utgör dricksvattentäkt för Filipstad, Nykroppa och Persberg. Vid sjöns nordvästra strand ligger naturreservatet Högbergsfältet.

## Geologi och ekologi
Yngen är en av länets allra värdefullaste sjöar. Den kalkhaltiga berggrunden i omgivningarna medför högt och stabilt pH-värde och en buffertkapacitet som motstår surt nedfall. Vattnet är mycket klart och näringsfattigt med ett siktdjup kring 10 meter. Omgivningarna består till största delen av skogsmark. Jordarterna är morän och isälvsgrus. Sjön ligger inom ett mineralrikt och berggrundsgeologiskt mycket komplex och intressant trakt, i västra delen av Bergslagen. Yngen är klassad som ett nationellt särskilt värdefullt vatten för fiskevård och naturvård och är i sin helhet riksintresse för naturvård. Flera naturvärden knyter an till de berggrundsgeologiska förhållandena. Här finns även värdefulla odlingslandskap, växtlokaler och rikkärr.

## Öar
Yngens öar har stor betydelse för landskapsbilden. De är bevuxna med olikåldrig tallskog och lövskog. Getön, Älgön, Storön och Limön är av speciellt intresse ur geologisk och botanisk synpunkt. Förekomsten av kalk ger en rik flora på öarna med bland annat grusbräcka, klippbräcka, blåsippa, skogsvicker, backvial, svartbräken, trolldruva och tibast. Dessutom finns en rad orkidéer som skogsknipprot, purpurknipprot och brudsporre.

### Getön
På den blott 350 meter långa och 150 meter breda Getön har det bedrivits stor gruvdrift, med både gruvor och hyttor. Ön är mineralogiskt sett troligen det mest intressanta mindre området inom hela Filipstads Bergslag. Inte på något annat ställe i trakten finns ett så stort antal bergarter och malmtyper representerade på så liten yta. Här har brutits bl.a. silver, koppar, bly, zink, järn och kalk.
Mellan åren 1784-1918 bröts här 64 000 ton användbar järnmalm, ner till ett djup av 148 meter och mellan åren 1918-1921 bröts här också 4 655 ton kalk.

### Storön
Även på Storön har det bedrivits gruvbrytning (järn) i ett flertal gruvor. Sammanlagt bröts 13 000 ton malm mellan åren 1753-1870.

## Fiskbestånd
En av de mest intressanta fiskarterna i Yngen är rödingen, då sjön hyser ett av få ursprungliga rödingbestånd söder om Dalälven.  Övrig fiskfauna består av bland annat öring, sik, siklöja, gädda, lake, abborre, nors, elritsa, löja, mört och ål. Arter/varianter som Fetsik, Vätterröding, Gullspångsöring och Regnbågsöring har planterats in under 1900-talet. Flodkräfta fanns tidigare i riklig mängd i sjön, men är nu utdöd på grund av pestutbrott. Däremot har inplanterad signalkräfta växt i bestånd på senare år.
I tabellen nedan ses de fiskarter och kräftdjur som finns i Yngen, samt relativa storleken på populationen.
| Art           | Bestånd     | Förekomst     | Anmärkning                               |
| Fiskarter     | Fiskarter   | Fiskarter     | Fiskarter                                |
| ------------- | ----------- | ------------- | ---------------------------------------- |
| Abborre       | Naturlig    | Riklig        |                                          |
| Asp           | Naturlig    | Ingen uppgift |                                          |
| Bergsimpa     | Naturlig    | i.u.          |                                          |
| Elritsa       | Naturlig    | i.u.          |                                          |
| Gärs          | Naturlig    | Normalt       |                                          |
| Gädda         | Naturlig    | Vanlig        |                                          |
| Lake          | Naturlig    | Liten         |                                          |
| Lax           | Naturlig    | Normalt       | Dessutom finns inplanterade laxvarianter |
| Löja          | Naturlig    | Normalt       |                                          |
| Mört          | Naturlig    | Normalt       |                                          |
| Nors          | Naturlig    | Normalt       |                                          |
| Regnbågsöring | Inplanterad | i.u.          |                                          |
| Röding        | Naturlig    | Normalt       |                                          |
| Sik           | Naturlig    | Vanlig        |                                          |
| Siklöja       | Naturlig    | Normalt       |                                          |
| Ål            | Naturlig    | i.u.          |                                          |
| Öring         | Naturlig    | Liten         |                                          |
| Kräftarter    |             |               |                                          |
| Flodkräfta    | Naturlig    | Utrotad       | Pestförklarad 1991                       |
| Signalkräfta  | Inplanterad | Liten         |                                          |

## Delavrinningsområde
Yngen ingår i delavrinningsområde (662505-141657) som SMHI kallar för Utloppet av Yngen. Medelhöjden är 221 meter över havet och ytan är 84,43 kvadratkilometer. Räknas de fyra avrinningsområdena uppströms in blir den ackumulerade arean 122,56 kvadratkilometer. Storforsälven (Skärjbäcken) som avvattnar avrinningsområdet har biflödesordning 4, vilket innebär att vattnet flödar genom totalt fyra vattendrag innan det når havet efter 349 kilometer. Avrinningsområdet består mestadels av skog (56 procent). Avrinningsområdet har 29,36 kvadratkilometer vattenytor vilket ger det en sjöprocent på 34,7. Bebyggelsen i området täcker en yta av 1,34 kvadratkilometer eller 2 procent av avrinningsområdet.